# 廖景萱
廖景萱（1988年10月15日—），中国大陆女性导演、制片人及演员。2008年,在电视剧《巴啦啦小魔仙》中领衔主演魔仙小蓝。2020年7月其导演作品《奇幻仙踪》在2021年、2023年多次于安徽卫视上星播放。

## 生平
2005年，廖景萱参加了第3届瑞丽封面模特大赛，并在华南赛区比赛中获得最上镜奖，及在全国总决赛中获得最具亲和力奖。2006年，其参加了湖南卫视举办的剧集《又见一帘幽梦》女主角“紫菱”的选拔活动“寻找紫菱”，并成为该活动广州赛区唯一入围了全国前14名的选手。在总决赛中，她在不被传媒看好的情形下进入最后环节，但就在其中负于张嘉倪，从而落选“紫菱”角色。最终，其获得配角“小锦”的出演机会。
2008年3月，廖景萱参演的特摄剧集《巴啦啦小魔仙》启播，她在其中饰演主要角色“小蓝”，由此广为观众知晓。此后，其参加了该剧集与《战斗王EX》联办的多场见面及签售活动。
2010年，廖景萱参加了四川省广元市的城市形象大使选拔活动，最终获得季军，并因此于2011年8月在青川县拍摄了广元市城市宣传片《我在唐家河等你》。2012年7月5日，她参加了中国中央电视台《向幸福出发》节目的录影。2013年1月31日，其参演的电影《巴啦啦小魔仙大电影》上映，仍饰演“小蓝”一角；而在此之前，其先后出席了电影于广州、北京等地的宣传活动。2016年3月2日，廖景萱参加了《临汾日报》“小记者·大明星见面会”，并接受该报小记者团队采访。2017年5月底，其参加了江苏省阜宁县金沙湖旅游度假区举办的《童一个梦想》六一晚会——2017“大美金沙湖—童星N计划”活动。
2018年5月9日，廖景萱于合肥出席了剧集《奇幻仙踪之魔仙归来》的启动礼，是为首部由其同时负责导演、编剧、监制及制片工作的剧集。

## 作品及演艺记录

### 参演剧集
| 2007年 | 《又见一帘幽梦》    | 小锦   | [ 5 ] [ 14 ] |        |                        |      |                                          |
| 2008年 | 《巴啦啦小魔仙》    | 小蓝   | [ 6 ]        |        |                        |      |                                          |
| 2014年 | 《Wake Up, Girls!》 | 吉川愛 | [ 6 ]        | 2020年 | 《奇幻仙踪之魔仙归来》 | 小蓝 | 同时担任总导演、总编剧、总监制及总制片人 |

### 参演节目
| 播放时间  | 节目名称       | 播放平台 | 参考及备注 |
| --------- | -------------- | -------- | ---------- |
| 2012年7月 | 《向幸福出发》 | CCTV-3   | [ 8 ]      |

### 参演电影
| 上映时间      | 名称                   | 角色 | 参考及备注 |
| ------------- | ---------------------- | ---- | ---------- |
| 2013年1月31日 | 《巴啦啦小魔仙大电影》 | 小蓝 | [ 9 ]      |

### 导演作品
| 首播年份 | 名称                   | 分工                             | 参考及备注         |
| -------- | ---------------------- | -------------------------------- | ------------------ |
| 2020年   | 《奇幻仙踪之魔仙归来》 | 总导演、总编剧、总监制及总制片人 | 同时出演“小蓝”一角 |